# Lake Kini
Der Lake Kini ist ein See im Westland District der Region West Coast auf der Südinsel von Neuseeland.

## Geographie
Der Lake Kini befindet sich in einem Feuchtgebiet liegend, rund 2,5 km ostnordöstlich des Mahitahi River, rund 3,3 km südsüdwestlich der Mündung des Makawhio River / Jacobs River in die Tasmansee und rund 2,3 km südöstlich der Küste zur Tasmansee. Der mehrarmige See erstreckt sich über eine Fläche von rund 17 Hektar und besitzt eine Uferlänge von mehr als 3 km. Der See ist in Teilen verlandet und größtenteils mit bewachsenen Inseln gefüllt.
Gespeist wird der See durch das umliegende Feuchtgebiet. Ein Abfluss ist an der südöstlichen Seite des Sees zu finden. Dieser mündet in den Papakeri Creek, der seinerseits in den Makawhio River / Jacobs River mündet.